# Melba Phillips
Pour les articles homonymes, voir Phillips.
Melba Newell Phillips (1er février 1907 à Hazleton (Indiana), États-Unis - 8 novembre 2004 à Petersburg (Indiana)) est une physicienne, enseignante et écrivaine scientifique américaine. En 1935, avec Robert Oppenheimer, elle décrit le processus Oppenheimer-Phillips. En 1952, pendant le maccarthysme, elle refuse de témoigner devant une sous-commission du Sénat des États-Unis, ce qui lui vaut d'être renvoyée par le Brooklyn College.

## Biographie
Melba Newell Phillips naît à Hazleton (Indiana), États-Unis, le 1er février 1907. Elle complète sa formation de niveau secondaire à l'âge de 15 ans et s'inscrit en mathématiques à l'université d'Oakland City (en) en Indiana, où elle obtient son baccalauréat en 1926. Elle complète sa maîtrise en physique au Battle Creek College (en) dans l'État du Michigan en 1928. Elle obtient son doctorat en physique en 1933 à l'université de Californie à Berkeley sous la supervision de Robert Oppenheimer,. En collaboration avec lui, elle décrit le processus Oppenheimer-Phillips, qui survient lorsque des noyaux d'atomes radioactifs sont accélérés, dans un article publié en 1935. Elle complète un post-doctorat au Bryn Mawr College et à l’Institute for Advanced Study en 1937.
Phillips obtient son premier poste d'enseignante au Connecticut College (en) en 1937. Un an plus tard, elle accepte un emploi au Brooklyn College. Pendant qu'elle travaille pour cette institution, elle participe à l'organisation de la future Federation of American Scientists (officiellement fondée en 1945). Pendant la Seconde Guerre mondiale, Phillips enseigne à l'université du Minnesota, puis retourne au Brooklyn College lorsqu'elle est terminée. En 1952, Phillips est renvoyée par le Brooklyn College et le Columbia Radiation Laboratory quand elle refuse de témoigner devant la sous-commission McCarran sur la sécurité intérieure pendant le maccarthysme. Le Brooklyn College s'excusera publiquement en 1987.
Sans emploi, Phillips rédige deux manuels de physique : Classical Electricity and Magnetism (1955) avec Wolfgang Panofsky (en), et Principles of Physical Science (1957) avec Francis Bonner.
Phillips recommence à enseigner en 1957, lorsqu'elle est nommée directrice associée d'une école formant de futurs enseignants pour le compte de l'université de Washington à Saint-Louis au Missouri. En 1962, elle accepte un poste à l'université de Chicago ; c'est sous son impulsion que des cours de science physique sont offerts à des étudiants hors concentration. 
Elle prend sa retraite en 1972. Ensuite, elle travaille à l'occasion comme professeur à l'université d'État de New York à Stony Brook jusqu'en 1975, puis pour l'université de sciences et technologie de Chine à Pékin jusqu'en 1980.
Pendant sa carrière, elle contribue régulièrement aux activités de l’American Association of Physics Teachers (en) (AAPT), dont elle est la présidente de 1966 à 1967. Elle est fellow de l’American Physical Society et de l’American Association for the Advancement of Science.
Phillips meurt d'une cardiopathie coronarienne le 8 novembre 2004 dans une pension pour personnes âgées à Petersburg (Indiana).

## Publications
- (en) J. R. Oppenheimer et Melba Phillips, « Note on the Transmutation Function for Deuterons », Physical Review, vol. 48, no 6,‎ septembre 1935, p. 500-502 (DOI 10.1103/PhysRev.48.500)
- (en) Melba Phillips et Francis Bonner, Principles of Physical Science, Addison-Wesley Publishing Co, 1957
- (en) Melba Phillips, « Classical Electrodynamics », dans Siegfried Flügge, Handbuch der Physik, t. IV, Springer Verlag, 1962
- (en) Melba Phillips, On Teaching Physics : Reprints of American Journal of Physics Articles from the First Half Century of AAPT (50 Years), American Association of Physics Teachers, 1980 (ISBN 0-318-41540-2)
- (en) Melba Phillips, Physics History from AAPT Journals, American Association of Physics Teachers, 1985 (ISBN 0-917853-14-8)
- (en) Melba Phillips, History of Physics (Readings from Physics Today, No 2), New York, AIP Press, 1985, 375 p. (ISBN 0-88318-468-0)
- (en) Melba Phillips, The Life and Times of Modern Physics : History of Physics II (Readings from Physics Today, No 5), New York (N.Y.), AIP Press, 1993, 366 p. (ISBN 0-88318-846-5)
- (en) Melba Phillips et Wolfgang Panofsky, Classical Electricity and Magnetism, Dover Publications, 2005, 2e éd. (ISBN 0-486-43924-0)